# Anisodes dalmatensis
Anisodes dalmatensis là một loài bướm đêm trong họ Geometridae.